# Veronica se întoarce
Veronica se întoarce este un film muzical românesc din anul 1973, continuare a peliculei Veronica (1973), în regia aceleiași regizoare, Elisabeta Bostan.

## Rezumat
Ne reintâlnim cu personajele din primul film, Veronica. De această dată, Veronica fuge în pădure să-și salveze rățușca pe care i-a furat-o coana Vulpe. În pădure, Veronica îi întâlnește pe Greiere și pe Împărăteasa furnicilor precum și pe fiorosul motan Dănilă. Nu ne rămâne decât să ne lăsăm în voia unei adevărate feerii muzicale pentru copiii de toate vârstele.

## Distribuția
- Lulu Mihăescu — fetița Veronica
- Margareta Pâslaru — Educatoarea / Zâna / Împărăteasa furnicilor
- Dem Rădulescu — Bucătarul / motanul Dănilă
- Vasilica Tastaman — Vulpea cea șireată
- Violeta Andrei — furnica îndrăgostită Mărunțica
- Florian Pittiș — Greierele
- Angela Moldovan — îngrijitoarea Smaranda
- George Mihăiță — șoricelul Aurică
- Ștefan Thury
- Mihail Stan — Corbul
- Mihaela Istrate — Rața
- Cristian Popescu
- Iorgu Ghididis
- Paula Chiuaru
- Ileana Iliescu — furnica răutăcioasă
- Romulus Sîrbu
- Nicolae Anton
- Manuela Hărăbor — fetiță de la orfelinat
- Adrian Vîlcu — băiețel

## Primire
Filmul a fost vizionat de 2.649.985 de spectatori în cinematografele din România, după cum atestă o situație a numărului de spectatori înregistrat de filmele românești de la data premierei și până la data de 31 decembrie 2014 alcătuită de Centrul Național al Cinematografiei.